# قصة رون كلارك
قصة رون كلارك (المعروفة أيضًا باسم The Triumph) هو فيلم تلفزيوني عام 2006 من بطولة ماثيو بيري . الفيلم مقتبس عن المعلم الواقعي رون كلارك. تدور أحداث الفيلم حول قصة مدرس مثالي يترك بلدته الصغيرة للتدريس في مدرسة عامة بمدينة نيويورك، حيث يواجه مشكلة مع الطلاب. الفيلم من إخراج رندة هينز، وتم عرضه على شاشة التلفزيون مباشرة. عرض الفيلم لأول مرة على شبكة تورنر التلفزيونية في 13 أغسطس 2006.

## قصة الفيلم
في عام 1998، ترك رون كلارك تعليمه في مدرسة ابتدائية في مسقط رأسه في نورث كارولينا ، حيث اشتهر بأساليب التدريس المبتكرة التي أدت إلى رفع درجات الاختبار. قرر البحث عن وظيفة تدريس في مدرسة صعبة داخل مدينة نيويورك حيث يشعر أنه يمكن أن يكون أكثر فائدة. يجد وظيفة في مدرسة Inner Harlem الابتدائية، حيث يتم فرز الطلاب وفقًا لإمكانياتهم.
نظرًا لأن كلارك أبيض و«لطيف» المظهر، فإنه يريد أن يأخذ الطبقة الأكثر حرمانًا. سرعان ما يتعلم أنها ستكون معركة إرادات بينه وبين طلابه المزعجين لمعرفة من يمكنه الصمود أكثر من الآخر. إنه يتعلم أكثر مما كان يساوم عليه لأنه يجب أن يفهمها، على المستوى الفردي والجماعي، قبل أن يتمكن من تعليمهم المواد الموحدة.

## طاقم التمثيل
- ماثيو بيري في دور رون كلارك
- ميليسا دي سوزا في دور ماريسا فيجا
- باتريشيا إيدليت بدور ديفينا
- إرني هدسون كمدير رئيسي تيرنر
- براندون ميكال سميث في دور تايشاون ميتشل
- هانا هدسون بدور شاميكا والاس
- ميكا ستيفن ويليامز في دور جوليو فاسكيز
- جيري كالاهان في دور رون كلارك، الأب.
- مارتي أنتونيني في دور هوارد
- باتريشيا بنديكت بدور جان كلارك

### الجوائز
| منظمة                          | فئة                                                                                        | المتلقي                                                               |
| ------------------------------ | ------------------------------------------------------------------------------------------ | --------------------------------------------------------------------- |
| جوائز روزي                     | أفضل مصمم أزياء                                                                            | كريستين طومسون                                                        |
| محررو السينما الأمريكية        | أفضل مسلسل قصير أو صورة متحركة تم تحريرها للتلفزيون التجاري                                | هيذر الأشخاص                                                          |
| جمعية الأداء الأمريكية         | أفضل فيلم في الأسبوع                                                                       | غاري إم زوكربرود بوني فينيجان                                         |
| جوائز كريستوفر                 | التلفاز                                                                                    | هوارد بوركونز صديق بريندا رندا هينز ماكس انسكو آني دي يونغ            |
| جائزة اختيار النقاد للتلفزيون  | أفضل فيلم تلفزيوني                                                                         | قصة رون كلارك                                                         |
| نقابة المخرجين أمريكا          | إنجاز إخراجي متميز في أفلام التلفزيون                                                      | رندا هينز                                                             |
| جوائز فيلم العائلة             | أفضل فيلم تلفزيوني / دراما                                                                 | هوارد بوركونز صديق بريندا                                             |
| جوائز ديربي الذهبية            | فيلم تلفزيوني / Mini Lead Actor                                                            | ماثيو بيري                                                            |
| جوائز ديربي الذهبية            | فيلم تلفزيوني / ميني بطل العقد                                                             | ماثيو بيري                                                            |
| الجائزة العالمية الذهبية       | أفضل ممثل في مسلسل قصير أو فيلم تلفزيوني                                                   | ماثيو بيري                                                            |
| محررات صوت الصورة المتحركة     | أفضل مونتاج صوتي في الموسيقى للتلفزيون - Long Form                                         | جوان دينر                                                             |
| جوائز رؤية ناميك               | أفضل ممثل - دراما                                                                          | إرني هدسون                                                            |
| جوائز جمعية السينما والتلفزيون | أفضل صورة متحركة                                                                           | قصة رون كلارك                                                         |
| جوائز جمعية السينما والتلفزيون | أفضل ممثل في فيلم سينمائي أو مسلسل قصير                                                    | ماثيو بيري                                                            |
| جائزة الإيمي برايم تايم        | رائع صنع للفيلم التلفزيوني                                                                 | قصة رون كلارك                                                         |
| جائزة الإيمي برايم تايم        | أفضل ممثل رئيسي في مسلسل قصير أو فيلم                                                      | ماثيو بيري                                                            |
| جائزة الإيمي برايم تايم        | اختيار رائع لمسلسل قصير أو فيلم أو فيلم خاص                                                | غاري إم زوكربرود لوني ماهرمان بوني فينيجان روندا فيسكي كانديس إلزينجا |
| جوائز نقابة الممثلين الشاشة    | أداء متميز لممثل ذكر في فيلم تلفزيوني أو مسلسل قصير                                        | ماثيو بيري                                                            |
| نقابة الكتاب الأمريكية         | شكل طويل - أصلي                                                                            | ماكس انسكو آني دي يونغ                                                |
| جوائز الفنان الشاب             | أفضل فيلم تلفزيوني عائلي أو خاص                                                            | قصة رون كلارك                                                         |
| جوائز الفنان الشاب             | أفضل أداء في فيلم تلفزيوني أو مسلسل قصير أو خاص (كوميدي أو دراما) - الممثلة الشابة الرائدة | هانا هدسون                                                            |
| جوائز الفنان الشاب             | أفضل أداء في فيلم تلفزيوني أو مسلسل قصير أو خاص (كوميدي أو دراما) - الممثل الشاب الرائد    | براندون ميكال سميث                                                    |
| جوائز الفنان الشاب             | أفضل أداء في فيلم تلفزيوني أو مسلسل قصير أو خاص (كوميدي أو دراما) - الممثل الشاب الرائد    | ميكا ويليامز                                                          |